# Національна республіканська армія
Націона́льна республіка́нська а́рмія (рос. Национальная республиканская армия) — це ймовірна підпільна партизанська група всередині Росії, яка працює над насильницьким поваленням влади Володимира Путіна.
Колишній депутат російської Думи Ілля Пономарьов, виключений з неї за антикремлівську діяльність, назвав угруповання причетним до вбивства російської журналістки Дар'ї Дугіної в серпні 2022 року та «багатьох інших партизанських акцій, здійснених на території Росії в останні місяці». За його словами, він «на зв'язку» з представниками організації з квітня 2022 року Він описує свою роль як схожу на ту, яку відігравали Джеррі Адамс і Шинн Фейн проти Тимчасової ірландської республіканської армії під час Смути, і стверджував, що його роль обмежується рекламою, допомогою втікачам та наданням технічної допомоги, заперечивши надання зброї.
Коментатори висловили сумніви щодо заяв Пономарьова про групу. У висвітленні ЗМІ вбивства Дугіної наголошується, що існування російської НРА не перевірене, як і її роль у вбивстві. З усім тим, опозиційний Комітет російської дії вніс Пономарьова в чорний список Конгресу Вільної Росії на тій підставі, що він «закликав до терактів на території Росії». У заяві комітету також натякається, що Дугіна була «цивільною особою», яка не бере участь у збройному протистоянні, і засуджується викриття Олександра Дугіна після нападу як «демонстративна відмова від нормального людського співчуття до сімей загиблих»
У маніфесті, який приписується НРА, зокрема, йдеться:
Ми, російські активісти, військові та політики, нині партизани та бійці Національної республіканської армії, забороняємо розбійників, грабіжників та гнобителів народів Росії!

Ми оголошуємо президента Путіна узурпатором влади та військовим злочинцем, який вніс зміни до Конституції, розв'язав братовбивчу війну між слов'янами і відправив російських солдатів на вірну та безглузду смерть.
Бідність і труни для одних, палаци для інших — суть його політики.
Ми вважаємо, що люди, позбавлені права голосу, мають право на повстання проти тиранів.

Путіна буде скинуто і знищено нами!

## Історія
Після початку російського вторгнення в Україну в 2022 році підпали російських військкоматів і пунктів призову стали широко відомим явищем. Розпорошені підпали, однак, рідко приписували конкретній групі, за винятком Бойової організації анархо-комуністів.
Колишній депутат Держдуми Ілля Пономарьов стверджує, що в квітні 2022 року встановив контакт з однією групою, яка стояла за цими підпалами Його також згадали у травні 2022 року на конференції вигнанців у Вільнюсі, яку спонсорував Форум вільної Росії, закликаючи присутніх підтримати підпали. Журналіст видання Спектр відзначив байдужу реакцію присутніх. Одночасно Пономарьов та інші заснували в Києві два ЗМІ, орієнтовані на антипутінську аудиторію в Росії: YouTube-канал «Ранок лютого» (рос. Утро Февраля) і дочірнє видання «Роспартизан» на базі Telegram (рос. Роспартизан). Два видання заохочували акції прямої дії, включаючи підпали та диверсії у міру надання вказівок.
Як розповів Пономарьов для Kyiv Post, група Національної республіканської армії перейшла від анонімних підпалів до планування вбивства Дугіна та Дугіної як «чогось резонансного, завдяки чому вони можуть стати відомими». Він стверджує, що контакт із групи сказав йому за тиждень до вбивства очікувати «чогось великого», після чого наказав йому «дивитися новини». Після публікацій про вбивство, як стверджує Пономарьов, йому надали докази відповідальності групи. Подібну думку Пономарьов висловив «Радіо НВ», уточнивши, що його контакти «надіслали певні фотографії, щоб довести свою причетність».
Після вбивства Дар'ї Дугіної Пономарьов звернувся до видання «Ранок лютого», щоб приписати напади досі невідомій Національній республіканській армії та зачитати її маніфест в ефірі. Маніфест НРА також було опубліковано в текстовому вигляді через Роспартизан. Згодом Пономарьов поспілкувався з кількома ЗМІ, зокрема Meduza, і пов'язав деякі напади на призовні пункти у 2022 році зі своїми контактами в НРА.
У повідомленні російського державного інформаційного агентства ТАСС Федеральна служба безпеки оголосила розслідування вбивства Дугіної «розкритим», приписавши напад «громадянці України Наталії Вовк», яку вони звинуватили в причетності до спецназу України. У заяві також зазначено, що Вовк втекла до Естонії.
Пономарьов розповів «Медузі», що його джерела заперечують причетність Вовк до злочину, але залишають сумніви щодо того, чи мала вона якусь роль у цьому. У повідомленні Пономарьова для «Розпартизану» також заперечується її причетність до нападу, але визнається, що її видворили з Росії на прохання неназваних «друзів».
22 серпня 2022 року «Роспартизан» передав повідомлення від групи, яка називає себе «Реввійськрада» (рос. Реввоенсовет), заявивши, що «Роспартизан» буде ексклюзивним джерелом офіційних повідомлень.
23 серпня Національна республіканська армія висміяла твердження ФСБ про те, що вбивцею була українка, надавши докладні відомості про ймовірного вбивцю (наприклад, про оренду квартири в тому ж будинку, що й Дугіна, подорожі та номерні знаки), заявивши: «Все це стало відомо через добу після вбивства — це швидкість розслідування!» У НРА розповіли, що українка, швидше за все, біженка з окупованого Маріуполя, яку підставили. «Роспартизан» НРА повідомив: «Є тисячі таких жінок, які тікають з окупованого міста до Європи через Росію. Розігрувати цю історію дуже зручно путінським спецслужбам — вони знайшли „винних“ і не мають чого показати».
31 серпня в Ірпені Київської області відбулося підписання декларації про співпрацю між Російським добровольчим корпусом, легіоном «Свобода Росії» та Національною республіканською армією. Організації також домовилися створити політичний центр, метою якого є представлення їхніх інтересів перед державними органами різних країн та організація спільної інформаційної політики. Політичний центр очолить Ілля Пономарьов.
18 жовтня 2022 року група комп'ютерних хакерів, назвавши себе пов'язаними з НРА, звернулася до Kyiv Post. Вони стверджували, що зламали «Техносерв» і майже десяток інших компаній, які надають послуги з національної безпеки та оборони для Росії. 19 жовтня група опублікувала повний дамп даних розміром 1,2 терабайта. Комп'ютерний експерт описав Technoserv як «людей, які є архітекторами російського уряду», і злом, ймовірно, вказував на «доступ до архітектурних мереж, баз даних, хмарних рішень та іншої інформації, яка має ключове значення для російського уряду».
4 квітня 2023 року Національна республіканська армія опублікувала заяву, в якій повідомила, що організувала вбивство Владлена Татарського.

## Описи в ЗМІ
Станом на 1 вересня 2022 року тільки дві особи говорили про свої зв'язки з НРА: Ілля Пономарьов та невідомий учасник організації під псевдонімом «Олександр».

### Уявлення Пономарьова
Пономарьов дав англомовне інтерв'ю про НРА Джейсон Джей Смарт для Kyiv Post. Там він визнав свою підтримку групи, але заперечив членство чи пряму поінформованість.
Розповідь Пономарьова описує НРА не як організацію, а як «мережу», яка складається з підпільних осередків, розділених і автономних. Він описує групу як таку, що має «дещо ліву орієнтацію» і що «приймає соціальну справедливість, позбавляється олігархів і відходить від нових лібералістичних підходів Єльцина і Путіна».

На запитання про те, чи може НРА бути лише прикриттям ФСБ, Пономарьов відповів:
Я б сказав, спостерігайте за діями НРА: підпалює призовні комісії та відкрито закликає вовків-одинаків атакувати державу. ФСБ ніколи не закликатиме до нападів вовків-одинаків, оскільки їх неможливо контролювати.
Крім того, варто зазначити, що російська державна преса повністю проігнорувала повідомлення НРА — це ознака того, що російська ФСБ знає, що це щось нове, чого вони не розуміють і не контролюють, і тому явно стурбовані цим.
В інтернет-журналі Спектр Пономарьов погодився з характеристикою свого інтерв'юера Лева Кадіка щодо його власної ролі стосовно НРА як такої, що подібна до ролі Джеррі Адамса та Шинна Фейна стосовно Тимчасової ірландської республіканської армії (IRA). Він стверджував, що його роль обмежується рекламою, допомогою втікачам і наданням технічної допомоги, заперечивши надання зброї. Крім того, Пономарьов навів паралелі у відносинах Африканського національного конгресу та його збройного крила UMkhonto we Sizwe.

### Інтерв'ю «Олександра»
1 вересня 2022 року видання «Смарт» здійснило ще одне інтерв'ю для Kyiv Post з імовірним учасником НРА на ім'я «Олександр». В інтерв'ю Олександр описав роль НРА як здійснення «спорадичних нападів на владу, її ідеологів і медійних маріонеток» з метою спровокувати розбрат серед російської «еліти». Олександр також стверджував, що «в наших лавах є колишні, а головне нинішні співробітники силових структур» через власне невдоволення ситуацією.

## Усунення Пономарьова з Комітету «Російська дія»
У відповідь на заяви Пономарьова опозиційний Комітет «Російська дія» помістив Пономарьова в чорний список із запланованого заходу Конгресу вільної Росії, заявивши, що Пономарьов «закликав до терористичних атак на території Росії», проти чого виступав Комітет. Організація також заявила про завдання ударів по військових об'єктах «країни-агресора» (Росії). З заяви Комітету випливає, що Дугіна розглядається як цивільна особа, яка не «брала участі у збройному протистоянні», і що він не підтримує «відмову від нормального людського співчуття до сімей жертв».
У відповідь Пономарьов висміяв зібрання, назвавши його «Комітетом бездіяльності».

## Символізм
НРА, за власними заявами, використовує «біло-синьо-білий прапор нової Росії замість зганьбленого путінською владою триколора». Біло-синьо-білий прапор раніше було прийнято легіоном «Свобода Росії» і російським телеканалом «Ранок лютого». Біло-блакитно-білий прапор спочатку виник як символ миру, а точніше — символ протидії російському вторгненню в Україну в 2022 році.

## Дискусія про існування та критика
21 серпня 2022 року Associated Press та The Guardian випустили статті, у яких ішлося, що причетність НРА до вбивства Дугіної годі підтвердити. У повідомленні Reuters 22 серпня 2022 року йдеться, що «твердження [Пономарьова] та існування НРА неможливо незалежно перевірити».
В інтерв'ю Пономарьова для «Медузи» кореспондентка Світлана Райтер та редактор відзначають скептицизм стосовно його тверджень про російську НРА, його потурання Путіну в під час думської кар'єри та джерела його статків. Окремо головний редактор Meduza Кевін Ротрок поставив під сумнів чесність Пономарьова, існування НРА і натякнув, що і Дугін, і Дугіна були «цивільними особами», на яких не слід було нападати.
Посилаючись на пряму трансляцію Юлії Латиніної, Кеті Янг висловила думку про те, що Пономарьов є «шахраєм, який намагається продати хорошу історію», але зауважила, що звернення до патріотизму в маніфесті НРА не свідчить про чорну пропаганду.
Сергій Радченко, почесний професор Центру глобальних питань Генрі А. Кіссінджера Школи передових міжнародних досліджень Джона Гопкінса, сказав Deutsche Welle, що вважає заяву про відповідальність і маніфест «підступними».
Кореспондент Deutsche Welle у Києві Роман Гончаренко сказав, що про угруповання «більше запитань, ніж відповідей», і зазначив, що в імовірному маніфесті угруповання міститься заклик до дій — «боріться, як ми, боріться з нами, боріться краще за нас!», (рос. боритесь как мы, боритесь вместе с нами, боритесь лучше нас!) натхненний дитячим телешоу Deutscher Fernsehfunk (нім. Mach mit, mach’s nach, mach’s besser, укр. Роби з нами, роби, як ми, роби краще за нас!), який транслювався як у Східній Німеччині, так і в Радянському Союзі, до 1991 року